# Inodrillia vetula
Inodrillia vetula é uma espécie de gastrópode do gênero Inodrillia, pertencente a família Horaiclavidae.